# Jesús Rojas
Jesús Alán Rojas Lino – peruwiański zapaśnik walczący w obu stylach. Brązowy medalista na mistrzostwach panamerykańskich w 1989. Trzykrotnie na podium igrzysk boliwaryjskich, zdobył srebrny medal w 1989. Zdobył dwa medale igrzysk Ameryki Południowej w 1990 i mistrzostw Ameryki Południowej w 1990 roku.